# Koinón
Koinón (del griego: Κοινόν, pl. Κοινά, Koina), que significa "común", en el sentido de "público", tenía muchas interpretaciones, algunas sociales, otras gubernamentales. La palabra era la forma neutra del adjetivo, aproximadamente equivalente en el sentido gubernamental al latín res publica, "la cosa pública". Entre los usos más frecuentes se encuentra "mancomunidad", el gobierno de un solo estado, como el ateniense.
Es frecuente en los escritos históricos el sentido de "liga" o "federación", una asociación de ciudades-estado distintas en una sympoliteia. Como gobierno de una liga, koinon comprendía funciones como la defensa, la diplomacia, la economía y las prácticas religiosas entre sus Estados miembros. La palabra se trasladó a otras asociaciones políticas en la historia medieval y moderna de Grecia.
En el mismo Epiro había existido en la antigüedad el koinon de los molosos. Hubo una Liga Lacedaemoniana, centrada en Esparta y sus antiguos dominios durante un período bajo el dominio romano, un Koinon de los macedonios, también bajo el dominio romano. En la historia griega moderna, durante la Guerra de la Independencia griega, se estableció un autogobierno local llamado Koinon en las islas de Hidra, Spetses y Psará.
Entre las más importantes estuvieron:
- Liga Jónica (Koinon Ionon), formada el siglo VII a. C.
- Liga de los Aeinautas (Koinon de los aeinautai), una peculiar institución que intervino en el derrocamiento del tirano de Mileto, cuyos componentes estaban continuamente embarcados.
- Liga Acarnania (Koinon ton Akarnanon), existente desde el siglo V a. C. hasta c. 30 a. C., con interrupciones.
- Liga Calcídica (Koinon ton Chalkideon), existente c. 430 a 348 AC.
- Liga Fócida (Koinon ton Phokeon), existente desde el siglo VI a. C. hasta el siglo III d. C., con interrupciones
- Liga Beocia.
- Liga Tesalia (Koinon ton Thessalon), existente desde el 363 a. C. hasta el siglo III d. C., con interrupciones.
- Liga de los Magnesios (Koinon ton Magneton), existente desde 197 a. C. hasta el siglo III d. C., con interrupciones.
- Liga del Peloponeso, desde el siglo VI a. C.
- Liga Aeniana (Κοινὸν τῶν Αἰνάνων, Koinon ton Ainianon)
- Liga Arcadia (Koinon ton Arkadon)
- Liga de los Oteanos (Κοινὸν τῶν Οἰταίων, Koinon ton Oitaion)
- Liga Eubea (Κοινὸν τῶν Εὐβοιέων, Koinon ton Euboieon)
- Liga Epirota (Κοινὸν τῶν Ἠπειρωτῶν Koinon Epiroton), existente desde c. 320 hasta c. 170 a. C.
- Liga de los Isleños (Κοινὸν τῶν Νησιωτῶν, Koinon ton Nesioton), existente desde c. 314 a c. 220 AC y 200 a 168 AC.
- Liga de Delos, liderada por Atenas y enfrentada con la del Peloponeso en la guerra del Peloponeso (siglo V a. C.).
- Liga Calcídica (Koinon Chalkideon), de ca. 430 a. C. al 348 a. C.
- Liga Epirota (Koinon Epiroton), de ca. 320 a. C. al ca. 170 a. C.
- Liga de Corinto, de la época de Filipo y Alejandro (finales del siglo IV a. C.)
- Liga Macedónica (Koinon Makedonion), del siglo III a. C. a la época romana.
- Liga Licia, fundada el año 168 a. C.
- Liga de los Laconios Libres, creada bajo el emperador Augusto, el año 21 a. C.
- Liga Cretense (Koinon Kritiki), creada bajo el emperador romano Antonino Pío.
- Liga de los Zagorisianos, bajo el Imperio Otomano, entre los años 1670 y 1868.

## Koinonía
El cristianismo desarrolló el concepto koinonía, κοινωνία (comunión eclesial, diferenciable de la comunión como sacramento, o eucharistía -εuχαριστία-).